# Paul Bader
Pour les articles homonymes, voir Bader.
Paul Bader (20 juillet 1883 à Lahr - 28 février 1971 à Emmendingen) est un General der Artillerie allemand qui a servi au sein de la Wehrmacht pendant la Seconde Guerre mondiale.

## Biographie
Paul Bader entre dans l'armée le 1er octobre 1903 en tant que Fahnenjunker dans le 66e régiment d'artillerie de campagne dans sa ville natale. Là, le 19 février 1905, il est nommé Fähnrich (sous-lieutenant) et le 21 mai 1906, il est promu au grade de Leutnant (lieutenant). Du 1er avril 1912 au 15 août 1912, il sert comme adjudant dans le premier bataillon de son régiment. En octobre 1912, il est nommé adjudant-major du 80e régiment d'artillerie de campagne à Colmar. Là, il est promu le 20 novembre 1913 au grade de Oberleutnant (premier lieutenant).
Avec le déclenchement de la Première Guerre mondiale et la mobilisation, le régiment de Bader est déployé sur le front occidental. Promu Hauptmann (capitaine) le 18 avril 1915, il est adjoint au commandant de la 39e Brigade d'artillerie de campagne à partir du 12 octobre 1915.
Après la guerre, il sert dans la Reichswehr et du 1er avril 1933 au 30 septembre 1934 comme commandant du 5e Régiment d'artillerie et plus tard dans la Wehrmacht.
Comme Generalleutnant, il mène pendant la Seconde Guerre mondiale, la 2. Infanterie-Division (mot.) dans la campagne de Pologne, puis dans la Bataille de la forêt de Tuchola et dans la Bataille de France.

En juillet 1941, promu General der Artillerie et commandant militaire de la Serbie occupée, il ordonne le « déclenchement immédiat de la lutte contre les attaques des gangs communistes terroristes » (expression recouvrant les Partisans communistes et les Tchetniks monarchistes). Le 4 octobre de cette année, il reçoit du Generalfeldmarschall Wilhelm List l'ordre de combattre les groupes de résistance de prendre les  camps de transit en otage, et de tirer si nécessaire sur les otages. Du 25 août 1943 au 10 octobre 1943, Paul Bader commande le XXI. Gebirgs-Armeekorps puis il est mis dans la Réserve. Il se retire du service le 31 mars 1944.
Bader a vécu après la guerre à Emmendingen. Lors d'une audience du 3 janvier 1964, il affirme de n'avoir rien su d'otages utilisés par les forces armées ou militaires.

## Décorations
- Croix de fer[3] (1914)
  - 2e Classe
  - 1re Classe
- Croix de chevalier 1re Classe de l'Ordre de Frédéric avec glaives[3]
- Croix de chevalier 2e Classe de l'Ordre du Lion de Zähringer avec glaives et feuilles de chêne[3]
- Croix hanséatique de Hambourg[3]
- Agrafe de la Croix de fer (1939)
  - 2e Classe
  - 1re Classe
- Croix allemande en Or le 29 janvier 1943[4]

## Sources